# Chód na 50 kilometrów
Chód sportowy na 50 kilometrów był olimpijską konkurencją lekkoatletyczną dla mężczyzn (ostatni raz rozgrywany na igrzyskach w Tokio w 2021 roku). Jest nazywany maratonem chodziarskim ze względu na bardzo długi i męczący dystans. Rekord świata należy od 15 sierpnia 2014 do francuskiego chodziarza – Yohanna Diniza i wynosi 3:32:33. Ostatnim mistrzem olimpijskim jest Dawid Tomala z czasem 3:50:08.
15 stycznia 2017 zanotowano pierwszy oficjalny rekord świata kobiet w tej konkurencji (4:08:26 Portugalki Inês Henriques), 13 sierpnia ta sama zawodniczka poprawiła ten wynik na 4:05:56, w maju 2018 Chinka Liang Rui uzyskała 4:04:36. Pierwszy rekord Polski padł 25 marca 2017, kiedy Agnieszka Ellward w Dudincach pokonała ten dystans w czasie 4:52:56.

## Historia najlepszych wyników w świecie i w Polsce
- 4:40:15 –  Hermann Müller, Monachium 7 września 1921
- 4:36:22 –  Karl Hähnel, Berlin 20 września 1924
- 4:34:03 –  Paul Sievert, Monachium 5 października 1924
- 4:30:22 –  Romano Vecchietti, Rzym 16 września 1928
- 4:26:41 –  Edgar Bruun, Oslo 28 czerwca 1936
- 4:24:47 –  Viggo Invorsen, Odense 17 sierpnia 1941
- 4:23:40 –  Josef Doležal, Podiebrady 4 sierpnia 1946
- 4:23:14 –  Josef Doležal, Podiebrady 4 sierpnia 1952
- 4:20:30 –  Władimir Uchow, Leningrad 29 sierpnia 1952
- 4:16:06 –  Josef Doležal, Podiebrady 12 września 1954
- 4:07:29 –  Anatolij Jegorow, Tbilisi 17 października 1955
- 4:05:13 –  Grigorij Klimow, Moskwa 10 sierpnia 1956
- 4:03:53 –  Anatolij Wiediakow, Moskwa 13 sierpnia 1959
- 4:03:02 –  Abdon Pamich, Ponte San Pietro 16 paźdz. 1960
- 4:01:39 –  Grigorij Klimow, Leningrad 17 sierpnia 1961
- 4:00:50 –  Michaił Ławrow, Kazań 5 września 1961
- 3:55:36 –  Giennadij Agapow, Ałma-Ata 17 października 1965
- 3:52:45 –  Bernd Kannenberg, Brema 27 maja 1972
- 3:45:52 –  Raúl González, Mixhuca 23 kwietnia 1978
- 3:41:20 –  Raúl González, Podiebrady 11 czerwca 1978
- 3:40:46 –  Josep Marín, Walencja 13 maja 1983
- 3:38:31 –  Ronald Weigel, Berlin 20 lipca 1984
- 3:38:17 –  Ronald Weigel, Poczdam 25 maja 1986
- 3:37:41 –  Andriej Pierłow, Leningrad 5 sierpnia 1989
- 3:37:26 –  Walerij Spicyn, Moskwa 21 maja 2000
- 3:36:39 –  Robert Korzeniowski, Monachium 8 sierpnia 2002
- 3:36:03 –  Robert Korzeniowski, Paryż 27 sierpnia 2003*
- 3:35:29 –  Denis Niżegorodow, Czeboksary 13 czerwca 2004**
- 3:35:47 –  Nathan Deakes, Geelong 2 grudnia 2006
- 3:34:14 –  Denis Niżegorodow, Czeboksary 11 maja 2008
- 3:32:33 –  Yohann Diniz, Zurych 15 sierpnia 2014

* – pierwszy oficjalny rekord świata
** – wynik nieuznany za rekord świata
- 5:53:18 –  Leopold Szerauc, Lwów 4 października 1907
- 5:02:12 –  Julian Strzałkowski, Białystok 12 paźdz. 1930
- 5:01:45 –  Kazimierz Powierza, Lublin 2 października 1932
- 5:00:55 –  Kazimierz Krzyczkowski, Przemyśl 16 wrześn. 1934
- 4:42:49 –  Teodor Bieregowoj, Berlin 5 sierpnia 1936
- 4:41:22 –  Mieczysław Rutyna, Gary 1 września 1963
- 4:37:18 –  Mieczysław Rutyna, Chicago 30 maja 1964
- 4:25:14 –  Mieczysław Rutyna, Chicago 1964
- 4:19:56 –  Mieczysław Rutyna, Chicago 11 sierpnia 1968
- 4:17:01 –  Mieczysław Rutyna, Chicago 25 czerwca 1972
- 4:12:31 –  Jerzy Pater, Gdynia 21 kwietnia 1974
- 4:12:04 –  Bogusław Kmiecik, Gdynia 6 października 1974
- 4:10:41 –  Bogusław Kmiecik, Gdynia 6 kwietnia 1975
- 4:09:24 –  Bogusław Kmiecik, Bydgoszcz 29 czerwca 1975
- 4:05:26 –  Bohdan Bułakowski, Gdynia 4 kwietnia 1976
- 4:03:19 –  Jan Ornoch, Gdynia 16 kwietnia 1978
- 3:55:16 –  Jan Ornoch, Praga 2 września 1978
- 3:54:09 –  Bogusław Duda, Gdynia 22 kwietnia 1979
- 3:54:03 –  Bohdan Bułakowski, Szczecin 24 kwietnia 1983
- 3:52:23 –  Grzegorz Ledzion, Rzeszów 20 kwietnia 1986
- 3:51:54 –  Jacek Bednarek, Södertälje 31 lipca 1988
- 3:49:30 –  Jan Kłos, Warszawa 21 września 1991
- 3:46:42 –  Robert Korzeniowski, Dudince 26 kwietnia 1992
- 3:44:24 –  Robert Korzeniowski, Zamość 26 września 1993
- 3:42:40 –  Robert Korzeniowski, Perpignan 31 marca 1996
- 3:41:58 –  Tomasz Lipiec, Podiebrady 20 kwietnia 1997
- 3:40:08 –  Tomasz Lipiec, Mézidon-Canon 2 maja 1999
- 3:36:39 –  Robert Korzeniowski, Monachium 8 sierpnia 2002
- 3:36:03 –  Robert Korzeniowski, Paryż 27 sierpnia 2003

## Najlepsi zawodnicy wszech czasów
Poniższa tabela przedstawia listę 10 najlepszych chodziarzy na 50 km w historii tej konkurencji (stan na 9 marca 2018 r.)
- zobacz więcej na stronach IAAF (ang.) [dostęp 9 marca 2018].
- zobacz więcej na stronach alltime-athletics.com (ang.) [dostęp 11 lutego 2011].

## Polacy w ósemce igrzysk olimpijskich
- 1. Robert Korzeniowski 3:43:30 1996
- 1. Robert Korzeniowski 3:42:22 2000
- 1. Robert Korzeniowski 3:38:46 2004
- 1. Dawid Tomala 3:50:08 2021
- 6. Roman Magdziarczyk 3:48:11 2004
- 6. Łukasz Nowak 3:42:47 2012
- 7. Stanisław Rola 4:07:07 1980
- 7. Grzegorz Sudoł 3:49:09 2004
- 8. Roman Magdziarczyk 3:48:17 2000
- 8. Rafał Fedaczyński 3:46:51 2008

## Polacy w ósemce mistrzostw świata
- 1. Robert Korzeniowski 3:44:46 1997
- 1. Robert Korzeniowski 3:42:08 2001
- 1. Robert Korzeniowski 3:36:03 2003
- 3. Robert Korzeniowski 3:45:57 1995
- 3. Grzegorz Sudoł 3:42:34 2009
- 5. Tomasz Lipiec 3:50:14 1997
- 6. Grzegorz Sudoł 3:41:20 2013
- 7. Roman Magdziarczyk 3:44:53 2003
- 7. Roman Magdziarczyk 3:49:55 2005
- 8. Łukasz Nowak 3:43:38 2013

## Polacy w ósemce mistrzostw Europy
- 1. Robert Korzeniowski 3:43:51 1998
- 1. Robert Korzeniowski 3:36:39 2002
- 2. Grzegorz Sudoł 3:42:24 2010
- 3. Jan Ornoch 3:55:15.9 1978
- 5. Bogusław Duda 4:07:20 1982
- 5. Robert Korzeniowski 3:45:57 1994
- 5. Tomasz Lipiec 3:48:05 1998
- 6. Roman Magdziarczyk 3:47:37 2006
- 8. Łukasz Nowak 3:51:31 2010

## Polacy w dziesiątkach światowych tabel rocznych
źródło:
- 1932 – 8. Kazimierz Powierza, 5:01:45.0
- 1932 – 9. Aleksander Jarmołyszko, 5:02:48.0
- 1978 – 6. Jan Ornoch, 3:55:15.9
- 1992 – 1. Robert Korzeniowski, 3:46:42
- 1993 – 5. Robert Korzeniowski, 3:44:24
- 1994 – 10. Robert Korzeniowski, 3:45:57
- 1996 – 4. Robert Korzeniowski, 3:42:40
- 1997 – 6. Tomasz Lipiec, 3:41:58
- 1998 – 2. Tomasz Lipiec, 3:42:57
- 1998 – 6. Robert Korzeniowski, 3:43:51
- 1999 – 2. Tomasz Lipiec, 3:40:08
- 2000 – 4. Robert Korzeniowski, 3:41:50
- 2001 – 1. Robert Korzeniowski, 3:42:08
- 2002 – 1. Robert Korzeniowski, 3:36:39
- 2002 – 9. Tomasz Lipiec, 3:45:37
- 2003 – 1. Robert Korzeniowski, 3:36:03
- 2003 – 10. Roman Magdziarczyk, 3:44:53
- 2004 – 2. Robert Korzeniowski, 3:38:46
- 2010 – 2. Grzegorz Sudoł, 3:42:24[5]
- 2013 – 8. Grzegorz Sudoł, 3:41:20[6]
- 2013 – 10. Łukasz Nowak, 3:43:38[6]

## Polacy w rankinguTrack and Field News
- 1978: 4. Jan Ornoch
- 1980: 10. Stanisław Rola
- 1982: 10. Bogusław Duda
- 1992: 7. Robert Korzeniowski
- 1994: 7. Robert Korzeniowski
- 1995: 3. Robert Korzeniowski
- 1996: 1. Robert Korzeniowski
- 1997: 2. Robert Korzeniowski
- 1997: 5. Tomasz Lipiec
- 1998: 1. Robert Korzeniowski
- 1998: 5. Tomasz Lipiec
- 1999: 5. Tomasz Lipiec
- 2000: 1. Robert Korzeniowski
- 2000: 8. Roman Magdziarczyk
- 2001: 1. Robert Korzeniowski
- 2001: 9. Tomasz Lipiec
- 2002: 2. Robert Korzeniowski
- 2002: 4. Tomasz Lipiec
- 2003: 1. Robert Korzeniowski
- 2003: 7. Roman Magdziarczyk
- 2004: 1. Robert Korzeniowski
- 2004: 7. Roman Magdziarczyk
- 2005: 9. Roman Magdziarczyk
- 2006: 8. Roman Magdziarczyk
- 2008: 8. Rafał Fedaczyński
- 2008: 9. Grzegorz Sudoł
- 2009: 4. Grzegorz Sudoł
- 2010: 4. Grzegorz Sudoł
- 2012: 9. Łukasz Nowak
- 2013: 6. Grzegorz Sudoł
- 2013: 10. Łukasz Nowak